# Berliner Experimentier-Reaktor
Der Berliner Experimentier-Reaktor ist ein vormaliger Forschungsreaktor, der auf dem Gelände des Helmholtz-Zentrums Berlin für Materialien und Energie (früher Hahn-Meitner-Institut für Kernforschung) in Berlin-Wannsee betrieben wurde. Der erste Reaktor unter diesem Namen, BER I, war zwischen 1958 und 1972 in Betrieb, das Nachfolgegerät BER II wurde von 1973 bis 2019 genutzt.
Der BER II hat eine Nennleistung von 10 MW und wurde ausschließlich als Neutronenquelle zu Forschungszwecken eingesetzt. Er wurde im Dezember 2019 stillgelegt und soll zurückgebaut werden, was bis frühestens 2033 möglich sein soll.

## Geschichte
Die Planungen für den Vorgängerreaktor BER I begannen im Jahr 1956, als zwei Forschungsreaktoren Typ L-54 (einer für Frankfurt/Main, der andere für West-Berlin) mit 50 kW Leistung bei der US-amerikanischen Firma Atomics International bestellt wurden. Zu diesem Zeitpunkt lag weder eine Genehmigung der USA zum Betrieb eines Kernreaktors in West-Berlin vor (diese wurde jedoch im April 1957 rückwirkend erteilt), noch gab es eine vertragliche Grundlage mit der US Atomic Energy Commission zur Lieferung. Erst nach Ergänzung des amerikanischen US Atomic Energy Act in den USA konnte der Bau des Reaktors beginnen. Mit der Grundsteinlegung für das spätere Hahn-Meitner-Institut starteten am 25. Mai 1957 die Bauarbeiten am Reaktor. Nach der Verabschiedung eines zum Betrieb nötigen eigenen Atomgesetzes in West-Berlin auf Anordnung der Alliierten Kommandantur nach einer Vorgabe der USA konnte das auf 20 % angereicherte Uran als Lösung in zwei Gefäßen mit dem Flugzeug zum Flughafen Berlin-Tempelhof geliefert werden. Kurz danach, am 24. Juli 1958 erreichte der Forschungsreaktor seine erste Kritikalität. Das Hahn-Meitner-Institut selbst wurde ein knappes Jahr darauf am 14. März 1959 mit Anwesenheit der Namensgeber Otto Hahn und Lise Meitner eingeweiht.
Am 10. Oktober 1970 wurde nach einem seit Mitte 1966 begonnenen Diskussionsprozess mit dem Neubau eines Nachfolgereaktors begonnen. Der alte Reaktor musste nach irreparablen Schäden im Rekombinator für das radiolytisch entstehende Knallgas im Sommer 1972 abgeschaltet werden. Die Betriebsgenehmigung wurde nach Versagen der Haftung durch das Bonner Wissenschaftsministerium durch den damaligen Senator für Wirtschaft Karl König widerrufen. Am 15. Februar 1974 begann man mit den Stilllegungsarbeiten. Die von den USA nur gepachteten 26,4 Liter spaltbare Lösung wurden in zwei Transportgefäße umgefüllt zu Eurochemic in Mol (Belgien) auf dem Luftweg transportiert. Der Reaktor wurde irreversibel in radioaktiven Abfall verwandelt, der in Obhut der Landessammelstelle vor Ort überführt wurde. Mit dem sicheren Einschluss der Reaktorreste an ihrem Standort wurde der Forschungsreaktor BER I schließlich am 23. April 1974 aus dem Geltungsbereich des Atomgesetzes entlassen.
Der Nachfolgereaktor BER II mit einer Leistung von zunächst 5 MW wurde am 9. Dezember 1973 in Betrieb genommen. Von 1985 bis 1989 wurde der Reaktor auf eine Leistung von 10 MW und bessere Experimentiermöglichkeiten ausgebaut und 1991 wieder in Betrieb genommen.
Von August 1997 bis Februar 2000 wurde der Reaktor graduell von hochangereichertem Uran auf schwachangereichertes (19,75 %) Uran umgestellt.
Im Juni 2011 berichtete ein Team der ARD, dass es im Kühlsystem des Forschungsreaktors einen Riss geben solle.
Diese Darstellung wurde von Berlins Senatsverwaltung für Gesundheit, Umwelt und Verbraucherschutz dementiert.
Das Helmholtz-Zentrum Berlin äußerte in einer Pressemitteilung darüber hinaus, dass sich der ARD-Bericht auf „böswillige Behauptungen“ eines ehemaligen Mitarbeiters stützen würde.
Am 29. November 2013 wurde der Reaktor aus Sicherheitsgründen heruntergefahren. Grund war ein Riss in einer Vorrichtung, die zum partiellen Abpumpen des Wasserbeckens zur Wartung verwendet wurde, d. h. keine sicherheitsrelevante Anlage. Während der Wartung wurde ein zusätzlicher Hochleistungsmagnet installiert. Der Betrieb wurde Anfang 2015 wieder aufgenommen.
Im Dezember 2019 wurde der Reaktor endgültig abgeschaltet. Seitdem laufen umfangreiche Planungen für den Rückbau, der in den 2030er Jahren abgeschlossen sein soll.

## Aufbau
Beim Forschungsreaktor BER I handelte es sich um einen homogenen Reaktor, bei dem der Kernbrennstoff, eine Uranylsulfatlösung (UO2SO4), in destilliertem Wasser gelöst war. Hierbei kam zu unter 20 Prozent angereichertes Uran zum Einsatz. Zur Bündelung der Neutronen wurden Graphit-Reflektoren eingesetzt, die thermische Neutronenflussdichte lag bei 1012 cm−2s−1.
Im Gegensatz dazu ist der Forschungsreaktor BER II ein Schwimmbadreaktor, der mit leichtem Wasser gekühlt und moderiert wurde. Es waren 24 Brennelemente mit jeweils 322 Gramm Uran und sechs Elemente zur Aufnahme der Steuerstäbe mit jeweils 238 Gramm Uran im Einsatz. Die Neutronen wurden mit Beryllium-Reflektoren gebündelt, die thermische Neutronenflussdichte lag mit 2 · 1014 cm−2s−1 etwa 200 mal höher als beim BER I. Die Neutronen wurden durch neun Strahlrohre vom Reaktorkern durch das Wasserbecken und die Betonabschirmung zu den Experimentiereinrichtungen geleitet.
Der vorrangig gewünschte Reaktorkern mit neuartigen Uran-Zirkonium-Hydrid-Brennelementen zum Pulsbetrieb wie bei TRIGA-Reaktoren mit der Option des Dauerbetriebs als Innovation wurde bei der Erprobung nach dem Tausch des ersten MTR-Kerns wegen unerwarteter hoher und nicht behebbarer Spaltprodukt-Emissionen wieder ausgebaut und durch einen neuen MTR-Kern ersetzt.

## Sicherheit
Durch die kleine Leistung, die Abwesenheit von Kreisläufen unter Druck, die vollständig passive Kühlung und die große, abschirmende Wassermenge ist die Freisetzung von Radioaktivität in einem Schwimmbadreaktor kleiner Leistung sehr unwahrscheinlich. Beim BER II fielen die Kontrollstäbe bei einem Störfall durch die Schwerkraft alleine in den Kern und schalteten die Reaktion aus; die Nachzerfallswärme wurde durch Naturkonvektion abgeleitet.
Nach Einschätzung von Atomkraft-Gegnern hätte eine trockene Kernschmelze am BER II mindestens zu einem schweren Unfall, d. h. „Erhebliche Freisetzung (einige 1.000 bis einige 10.000 TBq), voller Einsatz der Katastrophenschutzmaßnahmen“ und damit Stufe 6 der siebenstufigen Skala, geführt. Bei einer Freisetzung von Radioaktivität wären laut Berliner Zeitung große Teile Potsdams und Berlins betroffen. Als Ziel für Anschläge galt jedoch dieser Reaktor aufgrund der kleinen Brennstoffmenge als uninteressant, sowohl im Vergleich zu anderen kerntechnischen Anlagen, als auch vor allem zu chemischen Industrieanlagen, hochbesiedelten Gebieten oder öffentlichen Veranstaltungen.
Eine Flugroute des Flughafens Schönefeld lag unweit des Reaktors, dieser ist nicht gegen Flugzeugabstürze gesichert. Die Reaktor-Sicherheitskommission (RSK) empfahl, die für den Reaktor vorgesehenen Brandbekämpfungsmaßnahmen mit Blick auf Treibstoffbrände nach Absturz eines großen Flugzeuges zu überprüfen. Die Möglichkeit von Terroranschlägen wurde in der RSK Studie mit Verweis auf den vorhandenen Zeitrahmen ausgeblendet.  In einem Radius von 2 Seemeilen (= 3,704 km) um den Reaktor herum wurde das Flugbeschränkungsgebiet „ED-R 4 (Wannsee)“ angelegt, das sich vom Boden bis in eine Höhe von 2200 Fuß (ca. 660 Meter) über Normalnull erstreckt. Die Nutzung von Flugzeugen oder Flugmodellen in diesem Luftraum ist nur mit vorheriger Genehmigung durch das Bundesaufsichtsamt für Flugsicherung gestattet.

## Meldepflichtige Ereignisse
Meldepflichtige Ereignisse werden vom Anlagenbetreiber über die zuständige Landesbehörde an das Bundesamt für Strahlenschutz weitergegeben. Hier eine Auswahl der bedeutenden Ereignisse für den BER II:
- 20. Juli 1998: Automatische Reaktorschnellabschaltung nach einem Umformerausfall.[27]
- 16. Juni 1999: Reaktorschnellabschaltung infolge Fehlbedienung beim Abgleich der Leistungsbereichsinstrumentierung.[28]
- 23. Mai 2000: Reaktorschnellabschaltung durch Überschreitung der zulässigen Reaktorleistung infolge einer Störung des Reaktorregelkanals.[29]
- 13. Februar 2001: Reaktorschnellabschaltung nach starker Leistungszunahme und Überschreitung der zulässigen Reaktorleistung.[30]
- 9. Februar 2005: Manuelle Reaktorschnellabschaltung nach Ausfall der betrieblichen Leittechnik.[31]
- 16. Oktober 2006: Reaktorschnellabschaltung durch Überschreiten der zulässigen Reaktorleistung infolge Fehlbedienung.[32]
- 8. August 2009: Reaktorschnellabschaltung nach Einfallen eines Steuerstabes.[33]
- 5. Juli 2010: Beim Ausfahren einer Probe aus dem Reaktorkern wurde die Leistung des Reaktors nicht richtig nachgeregelt. Durch diese Fehlbedienung stieg die Leistung des Reaktors so stark an, dass der zulässige Leistungsgrenzwert deutlich überschritten wurde und die automatische Reaktorschnellabschaltung eingreifen musste.[34]
- 13. Dezember 2015: Ausfall einer der vier Messkammern, die sich an den Ecken der würfelförmigen Anlage mit Namen BER II befinden.  „Schieflast“ von 25 Prozent und automatische Schnellabschaltung des Reaktors.[35]